# Peleteria umbratica
Peleteria umbratica là một loài ruồi trong họ Tachinidae.